# Ilari Sahamies
Ilari Aaretti Sahamies, född 2 februari 1983, är en finländsk professionell pokerspelare.
Sahamies började spela poker som 15-åring, tillsammans med bland andra Patrik Antonius. Efter att ha fyllt 18 år började han spela vid Grand Casino i Helsingfors och på låga nivåer online.
År 2007 gjorde Sahamies sig känd under namnet Ziigmund på nätpokersajten Full Tilt Poker där han på de högsta nivåerna väckte uppseende genom en aggressiv spelstil och genom att välkomna allt motstånd. Sahamies ses som en specialist på pot-limit Omaha. På Pokerstars spelar han under namnet Ilari FIN.
I live-turneringar har Sahamies nått störst framgång under European Poker Tour i Barcelona 2012 där han blev tvåa i huvudturneringen för 629 000 euro.
Ilari Sahamies medverkar i den femte säsongen av tv-programmet High Stakes Poker samt i den sjätte säsongen av tv-programmet Poker After Dark. År 2018 deltog Sahamies i en kändissäsong av Nelonens realityserie Överlevarna Finland (fi. Selviytyjät Suomi).